# レイ郡 (ミズーリ州)
レイ郡（英: Ray County）は、アメリカ合衆国ミズーリ州の北西部、ミズーリ川の北岸に位置する郡である。2010年国勢調査での人口は23,494人であり、2000年の23,354人から0.6％増加した。郡庁所在地はリッチモンド市（人口5,797 人）であり、同郡で人口最大の都市は、クレイ郡にも跨るエクセルシアスプリングス市（人口11,084人）である。レイ郡は1820年11月16日に組織化され、郡名はミズーリ州議会議員でミズーリ州憲法制定会議の代議員を務めたジョン・レイに因んで名付けられた。
レイ郡はカンザスシティ大都市圏に属している。

## 地理
アメリカ合衆国国勢調査局に拠れば、郡域全面積は573.57平方マイル (1,485.5 km2)であり、このうち陸地569.47平方マイル (1,474.9 km2)、水域は4.11平方マイル (10.6 km2)で水域率は0.72％である。

### 主要高規格道路
- ミズーリ州道10号線
- ミズーリ州道13号線
- ミズーリ州道210号線

### 隣接する郡
- コールドウェル郡 - 北
- キャロル郡 - 東
- ラファイエット郡 - 南
- ジャクソン郡 - 南西
- クレイ郡 - 西
- クリントン郡 - 北西

### 国立保護地域
- ビッグマディ国立魚類野生生物保護区（部分）

## 人口動態
以下は2000年国勢調査による人口統計データである。
| 基礎データ - 人口: 23,354人 - 世帯数: 8,743 世帯 - 家族数: 6,539 家族 - 人口密度: 16人/km2（41人/mi2） - 住居数: 9,371軒 - 住居密度: 6軒/km2（16軒/mi2） 人種別人口構成 - 白人: 96.50% - アフリカン・アメリカン: 1.46% - ネイティブ・アメリカン: 0.36% - アジア人: 0.19% - その他の人種: 0.36% - 混血: 1.13% - ヒスパニック・ラテン系: 1.08% 先祖による構成 - アメリカ人：29.6％ - ドイツ系：23.3％ - イギリス系：11.5％ - アイルランド系：10.3％ 年齢別人口構成 - 18歳未満: 27.5% - 18-24歳: 7.4% - 25-44歳: 28.3% - 45-64歳: 23.9% - 65歳以上: 12.8% - 年齢の中央値: 37歳 - 性比（女性100人あたり男性の人口） - 総人口: 100.2 - 18歳以上: 96.3 | 世帯と家族（対世帯数） - 18歳未満の子供がいる: 35.2% - 結婚・同居している夫婦: 63.1% - 未婚・離婚・死別女性が世帯主: 8.0% - 非家族世帯: 25.2% - 単身世帯: 22.1% - 65歳以上の老人1人暮らし: 9.9% - 平均構成人数 - 世帯: 2.63人 - 家族: 3.07人 収入と家計 - 収入の中央値 - 世帯: 41,886米ドル - 家族: 49,192米ドル - 性別 - 男性: 36,815米ドル - 女性: 21,684米ドル - 人口1人あたり収入: 18,685米ドル - 貧困線以下 - 対人口: 6.8% - 対家族数: 5.3% - 18歳未満: 8.0% - 65歳以上: 7.8% |

## 都市と町
| - エクセルシアスプリングス - リッチモンド - 郡庁所在地 - カムデン - クリスタルレイクス - エルミラ - フレミング - ハーディン | - ヘンリエッタ - ホームステッド - ローソン - オーリック - レイビル - ステット - ウッズハイツ |

## 政治

### 地方
レイ郡の地方レベルでは民主党が大半の政治を支配しており、郡の選挙で選ばれる役職は1人を除いて独占している。

### 国政

#### 2008年大統領予備選挙
2008年の大統領予備選挙で、レイ郡は二大政党の候補者をどちらも州全体と全国で二位に終わった者を選んだ。民主党の予備選挙ではヒラリー・クリントンが1位となり、さらにどちらも共和党予備選挙で各候補に投じられた総投票数よりも多かった。